# Chiết Giang
Chiết Giang  (浙江) là một tỉnh ven biển phía đông của Trung Quốc. Tên gọi Chiết Giang lấy theo tên cũ của con sông Tiền Đường chảy qua Hàng Châu - tỉnh lị Chiết Giang. Tên gọi tắt của tỉnh này là Chiết. Năm 2018, Chiết Giang là tỉnh đông thứ tám về số dân, đứng thứ tư về kinh tế Trung Quốc với 64,56 triệu dân và GDP năm 2022 là 7,77 nghìn tỷ NDT (1.150 tỷ USD), cao hơn GDP Hà Lan, quốc gia đang xếp hạng 17 thế giới.
GDP bình quân đầu người năm 2022 là 118.496 NDT (tương đương 17.617 USD).
Chiết Giang giáp giới với tỉnh Giang Tô và thành phố Thượng Hải về phía bắc, An Huy và Giang Tây về phía tây và Phúc Kiến về phía nam, phía đông giáp biển Hoa Đông. Trong tiếng Việt, Chiết Giang hay bị viết nhầm thành Triết Giang.
Chiết Giang chủ yếu bao gồm các ngọn đồi, chiếm khoảng 70% tổng diện tích, với độ cao cao hơn về phía nam và phía tây. Chiết Giang cũng có đường bờ biển dài hơn bất kỳ tỉnh nào khác của Trung Quốc đại lục. Trong tỉnh có ba nghìn cù lao, nhiều nhất ở Trung Quốc. Tỉnh lỵ Hàng Châu đánh dấu sự kết thúc của Đại Vận Hà và nằm trên vịnh Hàng Châu ở phía bắc Chiết Giang, ngăn cách Thượng Hải và Ninh Ba. Vịnh có nhiều hòn đảo nhỏ gọi chung là quần đảo Chu Sơn.

## Lịch sử
Từ khoảng 50.000 năm trước, vào thời đại đồ đá cũ, một giống người nguyên thủy gọi là người Kiến Đức (建德人) đã sinh sống tại Chiết Giang. Đến thời đại đồ đá mới, tại Chiết Giang trước sau đã xuất hiện văn hóa Thượng Sơn, văn hóa Tiểu Hoàng Sơn, văn hóa Khóa Hồ Kiều, văn hóa Hà Mỗ Độ (河姆渡), văn hóa Mã Gia Banh (马家浜) và văn hóa Lương Chử (良渚). Trong đó, văn hóa Lương Chử ước tính cách nay khoảng 5.000 năm, thể hiện mức độ phát triển văn hóa rất cao tại Trung Quốc trong thời đại đồ đá mới.
Đến thời đại đồ đồng, lưu vực Thái Hồ và sông Tiền Đường tiến vào thời kỳ văn hóa Mã Kiều (马桥), người dân sống ở đó được gọi là "Việt". Khi tiến hành khảo cổ tại khu vực Thái Hồ và sông Tiền Đường và đồng bằng Ninh-Thiệu, người ta đã phát hiện được một số lượng lớn các di chỉ của văn hóa Mã Kiều, nền văn hóa này phát triển độc lập và ít chịu ảnh hưởng từ Trung Nguyên.
Bắt đầu từ thời Xuân Thu, nước Việt nổi lên ở phía bắc Chiết Giang, định đô ở Cối Kê (nay thuộc Thiệu Hưng). Đến đời Việt vương Câu Tiễn, nước Việt đã đạt đến thời kỳ cực thịnh và năm 473 TCN đã có thể đã đánh bại nước Ngô ở phía bắc, một trong những tiểu quốc mạnh thời bấy giờ. Năm 333 TCN, đến lượt nước Việt bị nước Sở ở phía tây đánh bại. Năm 221 TCN, đến lượt nước Tần chinh phục được tất cả các tiểu quốc ở Trung Hoa và thành lập một đế quốc Trung Hoa thống nhất.
Dưới thời Nhà Tần và thời Nhà Hán, Chiết Giang thuộc quyền kiểm soát của đế quốc Trung Hoa, tuy nhiên vùng này vẫn là biên ải và vùng Nam Chiết Giang chỉ thuộc quyền kiểm soát trên danh nghĩa do các tộc Bách Việt vẫn cư ngụ ở đây với các tổ chức xã hội và chính trị của riêng họ, đó chính là nước Đông Âu. Năm 138 TCN, Đông Âu và nước Mân Việt phát sinh tranh giành, Mân Việt vương đã xuất binh bao vây Đông Âu thành (thuộc Ôn Châu ngày nay), chỉ đến khi Nhà Hán cử quân tiếp viện cho Đông Âu thì quân Mân Việt mới thoái lui. Sau đó, dưới áp lực từ Mân Việt, quốc vương Đông Âu đã phải dẫn trên 4 vạn quân tiến về phía bắc đến khu vực Thư Thành thuộc An Huy ngày nay. Những cư dân Đông Âu còn ở lại đất cũ đã di cư ra các đảo trên biển Hoa Đông để tránh chiến loạn. Cuối đời Nhà Hán, Chiết Giang là địa bàn hoạt động của các tướng Nghiêm Bạch Hổ (嚴白虎) và Vương Lãng (王朗). Hai người này đã thua trước hai anh em Tôn Sách (孙策) và Tôn Quyền (孫權) - những người cuối cùng đã lập nên nước Ngô, một trong ba nước thời Tam Quốc.
Từ thế kỷ IV, Trung Quốc bắt đầu bị các tộc du mục phương Bắc đánh chiếm - những tộc người đã chiếm được toàn bộ vùng Hoa Bắc và thiết lập Ngũ Hồ thập lục quốc (thực tế có nhiều nước hơn) và Bắc triều Ngụy. Do đó, những đợt lớn dân di cư từ phía bắc đã đổ về miền Nam, điều này đã tăng tốc quá trình Hán hóa vùng Nam Trung Quốc, trong đó có Chiết Giang.
Nhà Tùy tái thống nhất Trung Quốc và xây dựng con kênh lớn Đại Vận Hà nối Hàng Châu với bình nguyên Hoa Bắc, mang lại cho Chiết Giang một đường kết nối quan trọng với các trung tâm của văn minh Trung Hoa. Thời Nhà Đường là thời hoàng kim của Trung Hoa. Khi đó, Chiết Giang là một phần của Giang Nam Đông đạo (江南東道) và bắt đầu phát triển thịnh vượng. Về sau, khi Nhà Đường sụp đổ, đa phần lãnh thổ của nước Ngô Việt thời Ngũ Đại Thập Quốc là tại Chiết Giang.
Bắc Tống tái thống nhất Trung Quốc vào khoảng năm 960. Trong thời Nhà Tống, sự giàu có thịnh vượng của miền Nam Trung Quốc bắt đầu vượt miền Bắc Trung Quốc. Sau khi miền Bắc bị người Nữ Chân xâm chiếm vào năm 1127, Chiết Giang tiến vào thời cực thịnh: Hàng Châu trở thành kinh đô của Nam Tống. Nổi tiếng vì vẻ đẹp và sự giàu có, thành phố này có thể đã là thành phố lớn nhất thế giới vào thời đó. Kể từ đó đến nay, trong văn hóa Trung Hoa, cùng với vùng Nam Giang Tô lân cận, vùng Bắc Chiết Giang đã đồng nghĩa với sự xa hoa và giàu có. Chiến thắng của quân Mông Cổ và việc thành lập Nhà Nguyên năm 1279 đã kết thúc vai trò quan trọng về chính trị của Hàng Châu, tuy nhiên, thành phố này vẫn tiếp tục phát triển thịnh vượng; Marco Polo đã đến thăm Hàng Châu, ông gọi thành phố này là "Kinsay" và gọi đây là "thành phố sang trọng và đẹp đẽ nhất" trên thế giới.

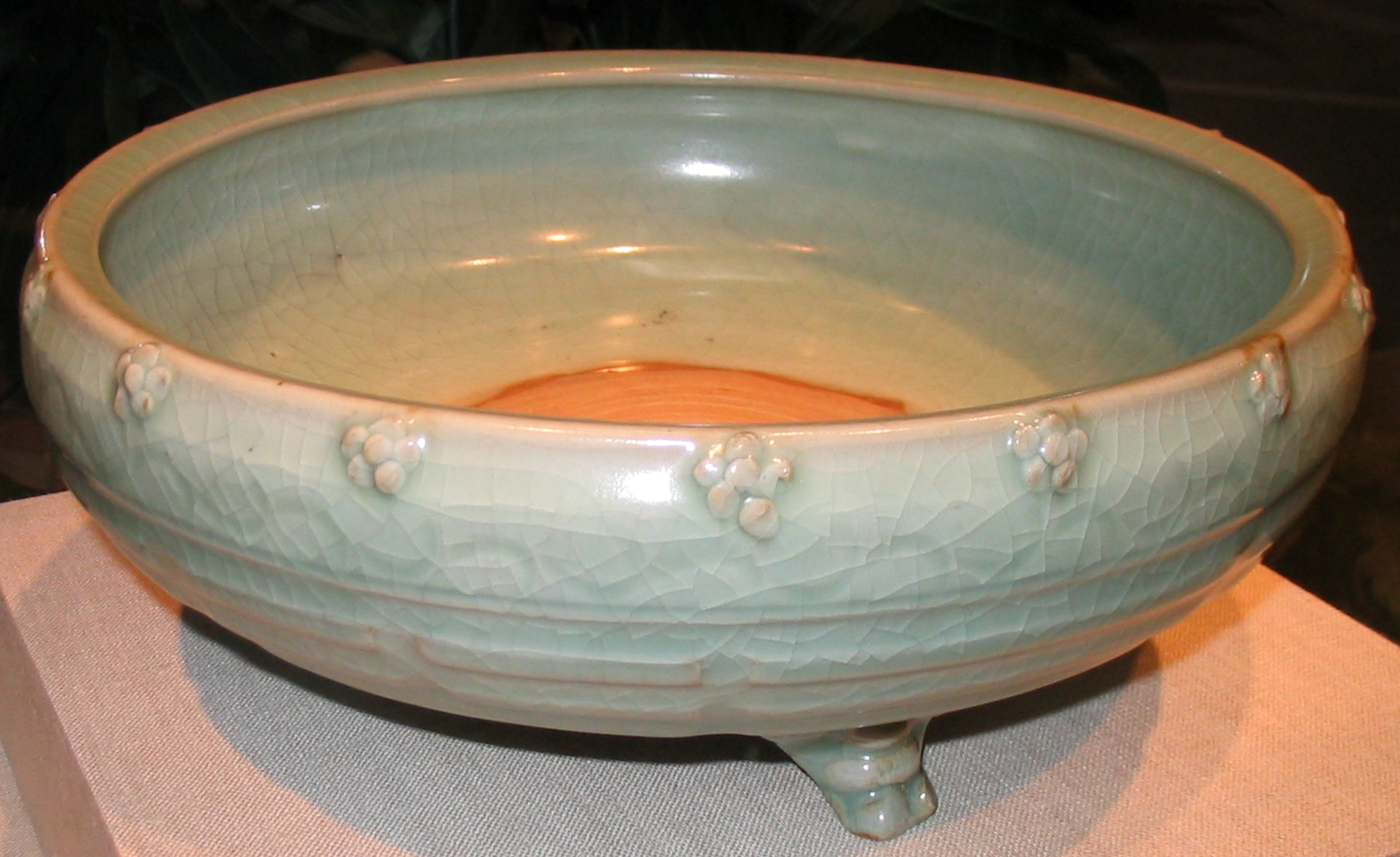
Đồ sứ ba chân thời Nhà Minh phát hiện tại tỉnh Chiết Giang. Hiện được trưng bày tại viện Smithsonian ở Washington, D.C.

### Thời Minh
Nhà Minh, triều đại đánh đuổi được người Mông Cổ vào năm 1368, là triều đại đầu tiên thiết lập đơn vị hành chính cho riêng Chiết Giang, Chiết Giang thừa tuyên bố chánh sứ ti (浙江承宣布政使司), và kể từ đó ranh giới của tỉnh hầu như không thay đổi. Thời Nhà Minh, Chiết Giang có 11 phủ và 75 huyện. Thời Minh, Chiết Giang là một vùng quan trọng về thuế, đương thời Gia Hưng và Hồ Châu là những vùng sản xuất tơ sống chủ yếu. Tuy nhiên, do Trương Sĩ Thành (张士诚) và Phương Quốc Trân (方国珍) đối kháng với triều đình, Chu Nguyên Chương đã thực hiện chính sách hải cấm, tiến hành phong tỏa các khu vực duyên hải của Chiết Giang, do vậy nền thương mại nói chung và ngoại thương nói riêng của tỉnh có khuynh hướng suy giảm. Theo chính sách "Hải cấm", cư dân duyên hải bị buộc phải di chuyển vào sâu trong nội địa, ảnh hưởng nghiêm trọng đến sinh kế của họ. Năm Hồng Vũ thứ 19 (1386), hơn 30.000 cư dân tại 46 đảo Chu Sơn bị bách phải chuyển vào nội địa, năm sau, huyện đảo duy nhất khi ấy là Xương Quốc huyện (tức Chu Sơn ngày nay) bị phế bỏ. Đến những năm Gia Tĩnh, Trung Quốc chịu ảnh hưởng của hải tặc Uy khấu, nặng nề nhất là Phúc Kiến và Chiết Giang.

### Thời Thanh

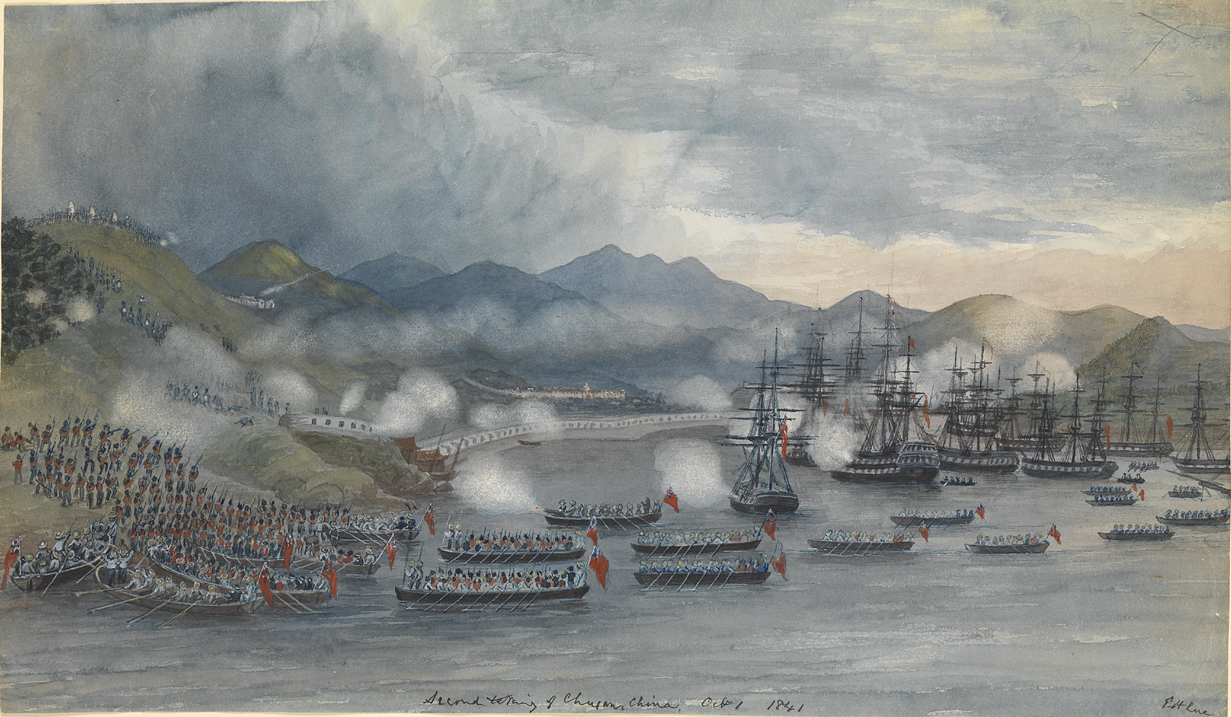
Quân Anh chiếm thành Định Hải ở quần đảo Chu Sơn năm 1841

Sau khi người Mãn Châu nhập quan, lập nên Nhà Thanh, triều đình mới đã đổi Chiết Giang thừa tuyên bố chánh sứ ti thành Chiết Giang tỉnh, về quân sự do tổng đốc Mân Chiết quản lý. Do Chiết Giang tích cực phản kháng quân Thanh, triều đình Mãn Thanh đã có các chính sách thẩm tra dã man đối với văn nhân Giang Nam, như Văn tự ngục (文字獄), Minh sử án (明史案). Năm Đạo Quang thứ 20 (1840), quân Anh pháo kích thành Định Hải, Chiến tranh Nha phiến chính thức bùng phát. Sau khi thành bị bao vây, tổng binh Định Hải trấn Cát Vân Phi (葛云飞), tổng binh Thọ Xuân trấn Vương Tích Bằng (王锡朋), tổng binh Xử Châu trấn Trịnh Quốc Hồng (郑国鸿) đã suất quân để kháng cự song đã thiệt mạng trong trận chiến. Căn cứ theo Điều ước Nam Kinh ký kết sau chiến tranh, Ninh Ba trở thành một 5 cảng thông thương với ngoại quốc đầu tiên.
Năm 1861, quân Thái Bình Thiên Quốc tiến từ Giang Tây đến Chiết Giang, do là nơi xuất thân của nhiều quan viên và thân sĩ Trung Quốc, Giang Chiết là vùng cư dân chịu ảnh hưởng mạnh của Nho giáo nên các dân đoàn địa phương đã liên tục cùng quân Thái Bình tác chiến, vì thế có đến trên một nửa cư dân Chiết Giang đã thiệt mạng trong cuộc chiến này. Đặc biệt, ở các khu vực phía tây như tại ba huyện Vũ Khang, Hiếu Phong và An Cát thuộc hai phủ Hồ Châu, Hàng Châu, tổn thất nhân khẩu là trên 96%. Cuộc chiến khốc liệt này đã khiến một số lượng lớn nhân sĩ Giang Chiết đến tị nạn tại Thượng Hải (tô giới ngoại quốc), đóng một vai trò quyết định cho sự phát triển của Thượng Hải. Sau chiến tranh, Tương quân nhập Chiết Giang để đánh Thái Bình Thiên Quốc trước kia khuếch trương thế lực và sau năm 1861, nhiều tuần phủ Chiết Giang do Tương quân độc quyền nắm giữ. Tuy nhiên, sau án Cát Tất thị, lực lượng Tương quân đã suy yếu rất nhiều. Trong các sự kiện Phong trào Nghĩa Hòa Đoàn và Bát quốc liên quân xâm lược, tỉnh Chiết Giang tham gia Đông Nam hỗ bảo, tránh được chiến tranh xâm lược.

### Thời Trung Hoa Dân Quốc
Sau Cách mạng Tân Hợi, Tân quân Hàng Châu vào tháng 11 năm 1911 đã phát động khởi nghĩa, hình thành việc người Chiết Giang đứng đầu Chiết Giang đô đốc phủ, tuyên cáo Chiết Giang độc lập. Ngày 12 tháng 4 năm 1916, tỉnh Chiết Giang tham gia chiến tranh phản Viên hộ Quốc. Đến tháng 1 năm 1917, chính phủ Bắc Dương bổ nhiệm Dương Thiện Đức (杨善德) đưa quân đến Hàng Châu nhậm chức Chiết Giang đốc quân, Tề Diệu Sơn (齐耀珊) nhậm chức tỉnh trưởng, kết thúc thời đại người Chiết Giang cai trị Chiết Giang.
Sau khi Dương Thiện Đức nhậm chức Chiết Giang đốc quân, tỉnh Chiết Giang chính thức gia nhập vào phạm vi ảnh hưởng của thế lực Hoàn hệ quân phiệt. Sau khi Dương Thiện Đức chết, Lô Vĩnh Tường tiếp nhiệm chức Chiết Giang đốc quân. Nhưng lúc đó, do tỉnh Giang Tô thuộc quyền thống trị của Trực Lệ quân phiệt, hai bên cùng quản lý khu vực Thượng Hải song về sau đã bùng phát chiến tranh Giang-Chiết. Sau nhiều tháng, chiến tranh kết thúc với thắng lợi thuộc về Trực hệ. Tôn Truyền Phương của Trực hệ nhậm chức đốc quân, nắm quyền cho đến cuối tháng 2 năm 1927, khi quân Bắc phạt chiếm lĩnh toàn cõi Chiết Giang. ngày 27 tháng 7, chính quyền tỉnh Chiết Giang chính thức được thành lập.

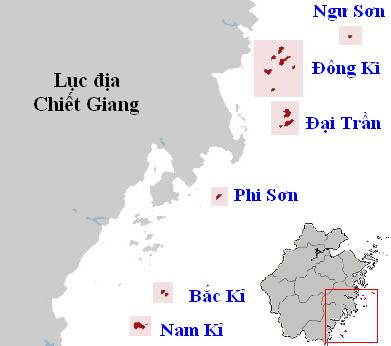
Các hòn đảo ở Đông Nam Chiết Giang do Trung Hoa Dân Quốc kiểm soát từ 1949-1955

Trong Chiến tranh Trung-Nhật, Chiết Giang là một trong những chiến trường chính thuộc chiến khu 3. Gia Hưng, Ngô Hưng, Trường Hưng ở phía bắc Chiết Giang là chiến trường chủ yếu trước hội chiến Tùng Hỗ. Cuối năm đó, Trung Hoa Dân Quốc thất thủ toàn diện tại khu vực đồng bằng ở phía bắc Hàng Châu, chính phủ Quốc dân đã thực hiện chính sách tiêu thổ tại Chiết Giang, hình thành vùng ngăn cách sông nước giữa quân Trung-Nhật qua sông Tiền Đường. Sau đó, Chiết Giang thất thủ, quân Nhật lập nên chế độ bù nhìn chính phủ Duy Tân Trung Hoa Dân Quốc, đến năm 1940, Chiết Giang thuộc "vùng quản lý" của chính quyền Uông Tinh Vệ bù nhìn. Sau khi Nhật Bản đầu hàng, quân Trung Hoa Dân Quốc quản lý Chiết Giang.
Tháng 4 năm 1949, Quân Giải phóng Nhân dân Trung Quốc đã tiến vào Chiết Giang giao chiến với quân Trung Hoa Dân Quốc. Đến tháng 5, Ôn Châu, Hàng Châu, Ninh Ba cùng tất cả vùng đại lục của Chiết Giang đều về tay lực lượng cộng sản. Chính phủ Quốc dân tỉnh Chiết Giang di dời đến quần đảo Chu Sơn, tiếp tục quản lý các đảo duyên hải của Chiết Giang. Tháng 5 năm 1950, chính quyền Quốc dân tỉnh Chiết Giang cùng quân Trung Hoa Dân Quốc, tổng cộng 125.000 người và tổng cộng khoảng 20.000 dân chúng bản địa đã triệt thoái đến Đài Loan. Chính phủ Quốc dân tỉnh Chiết Giang trên thực tế chấm dứt tồn tại. Sau đó, Giải phóng quân tiếp quản các đảo của quần đảo Chu Sơn.
Sau khi từ bỏ Chu Sơn, chính phủ Quốc dân vẫn khống chế quần đảo Đại Trần (大陈列岛) hay quần đảo Thai Châu (台州列岛) ở đông nam Chiết Giang, như đảo Nhất Giang Sơn (一江山岛). Ngày 20 tháng 1 năm 1955, Quân Giải phóng Nhân dân Trung Quốc công chiếm đảo Nhất Giang Sơn. Chính phủ Quốc dân thấy tình hình đã trở nên vô vọng, với sự hộ tống của Đệ Thất Hạm đội Hoa Kỳ, toàn bộ quân lính và cư dân trên đảo Đại Trần đã triệt thoái đến Đài Loan, sau đó đến lượt quần đảo Nam Kỉ (南麂列岛) cũng phải tiến hành di tản. Từ đó, toàn bộ tỉnh Chiết Giang đã về tay Cộng hòa Nhân dân Trung Hoa.

### Thời Cộng hòa Nhân dân Trung Hoa
Vùng Nam Chiết Giang nhiều đồi núi và không thích hợp cho nông nghiệp, vốn đã là vùng nghèo và kém phát triển. Tuy nhiên, các cải cách kinh tế của Đặng Tiểu Bình đã đem lại thay đổi đặc biệt cho khu vực này. Nhờ làm việc cần cù, có đầu óc kinh doanh, giá lao động thấp, và một tầm nhìn tới thị trường thế giới, vùng Nam Chiết Giang, đặc biệt là các thành phố như Ôn Châu (溫州) và Nghĩa Ô (义乌), đã trở thành một trung tâm xuất khẩu chính yếu. Cùng với sự giàu có từ xưa của vùng Bắc Chiết Giang, điều này đã làm cho Chiết Giang nhảy vọt vượt qua một số tỉnh khác và trở thành một trong những tỉnh giàu nhất của Trung Quốc.

## Địa lý

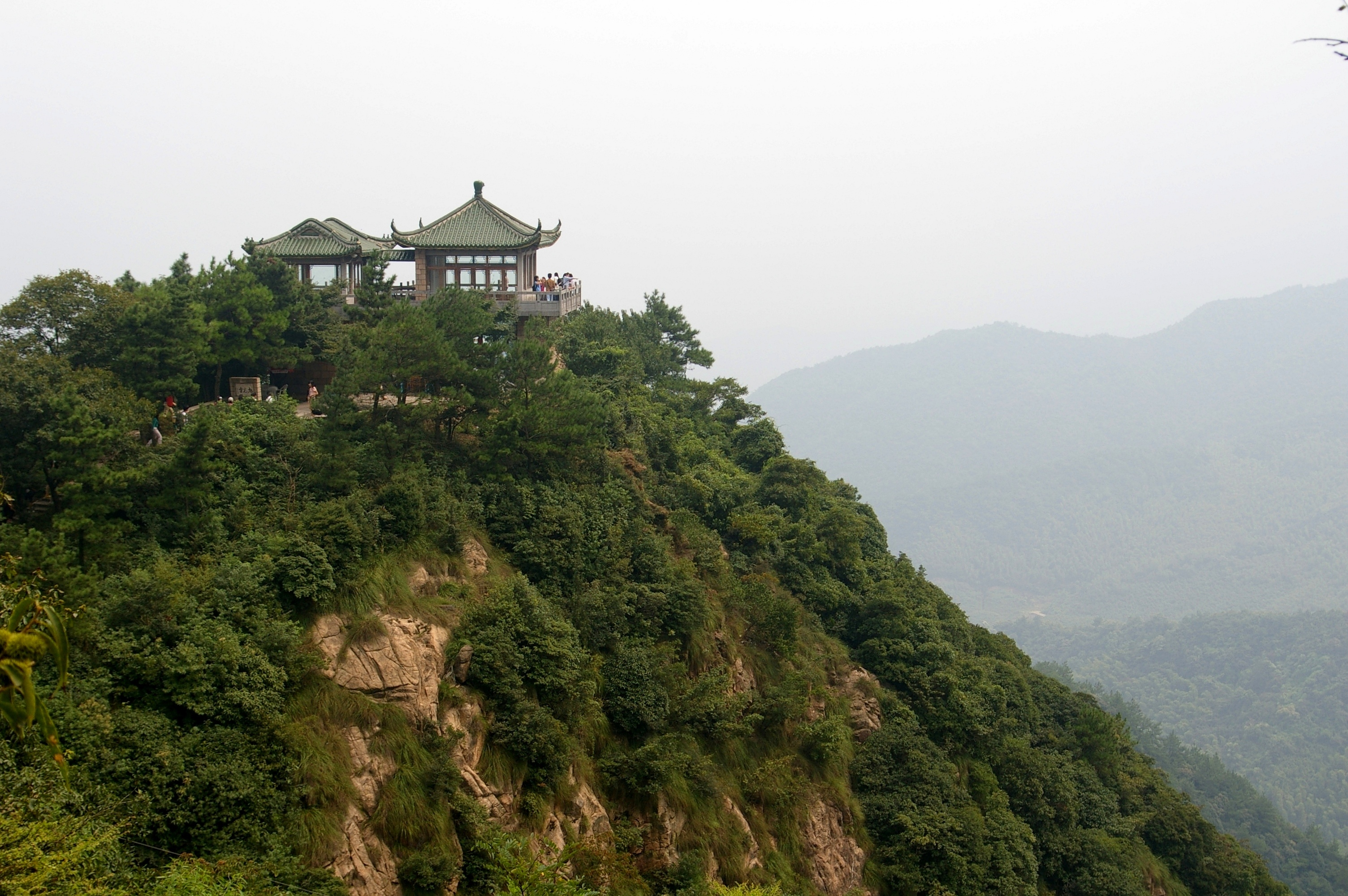
Mạc Can Sơn (莫干山) tại Đức Thanh, Hồ Châu, bắc bộ Chiết Giang.

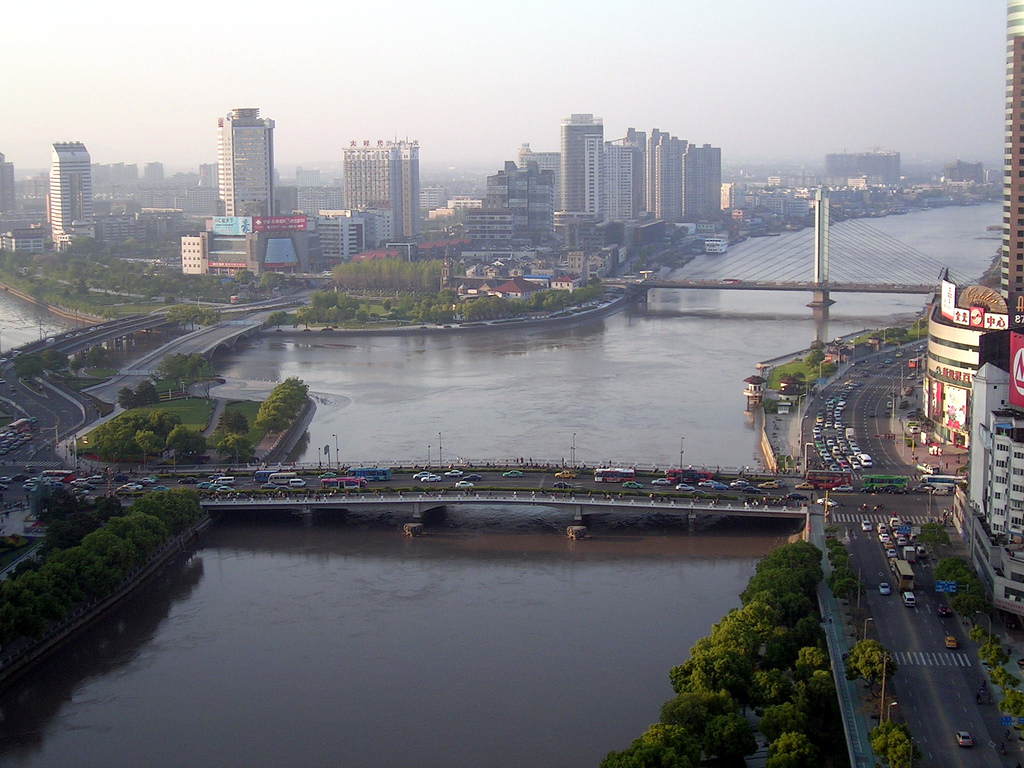
Tam Giang Khẩu tại Ninh Ba, nơi sông Phụng Hóa (奉化江) hợp với sông Diêu (姚江) tạo nên sông Dũng

Chiết Giang là tỉnh duyên hải đông nam Trung Quốc, ở phía nam của đồng bằng châu thổ Trường Giang, phía bắc liền kề với Thượng Hải và tỉnh Giang Tô, phía tây giáp với tỉnh An Huy và tỉnh Giang Tây, phía nam giáp với tỉnh Phúc Kiến, phía đông giáp với biển Hoa Đông. Đại bộ phận đường bờ biển của Chiết Giang khúc khuỷu, có nhiều vịnh biển và đảo. Diện tích đất liền của Chiết Giang chiếm 1,02% diện tích toàn quốc, là một trong các tỉnh có diện tích nhỏ nhất Trung Quốc. Địa hình của Chiết Giang phức tạp, có thuyết nói là "thất sơn nhất thủy lưỡng phần điền", trong thực tế đồi núi chiếm 70,4% tổng diện tích của Giang Tây, đồng bằng và bồn địa chiếm 23,2%. Đỉnh Hoàng Mao Tiêm (黄茅尖, 1929 m) tại Long Tuyền, Lệ Thủy là đỉnh cao nhất tại tỉnh Chiết Giang. Lưu vực sông lớn nhất chảy trên địa bàn tỉnh là sông Tiền Đường, song dòng chảy lại nhiều uốn khúc, nên còn gọi là Chi Giang [sông hình chữ chi (之)], ngoài ra sông Tiền Đường cũng được gọi là Chiết Giang và là nguồn gốc của tên tỉnh. Tỉnh lị Hàng Châu chỉ cách Thương Hải hơn 130 km đường cao tốc. Các phương tiện truyền thông thường ám chỉ thủy triều ở sông Tiền Đường giống người Chiết Giang có "tinh thần chiến đấu cùng với tất cả sức mạnh" (拼搏精神, bính bác tinh thần).
Đồng bằng tại Chiết Giang đa phần nằm ở hạ du các con sông lớn. Ở bắc bộ Chiết Giang là đồng bằng Hàng-Gia-Hồ, là một bộ phận của đồng bằng châu thổ Trường Giang với địa thế rất thấp, bằng phẳng, mạng lưới sông ngòi dày đặc, có kênh Đại Vận Hà đi qua. Ngoài ra, tại vùng ven biển và ven sông trên địa bàn tỉnh có không ít các đồng bằng và bồn địa nhỏ, chủ yếu là có hình dạng dài và hẹp. Đồng bằng Ninh-Thiệu nằm ở duyên hải phía đông Chiết Giang, do phù sa của các sông Tiền Đường, sông Phổ Dương (浦陽江), sông Tào Nga (曹娥江) và sông Dũng (甬江) bồi đắp nên. Ở hạ du sông Linh (灵江) là đồng bằng Ôn-Hoàng, nằm trên địa phận các khu thị của Thai Châu. Ở phía hạ du sông Âu (瓯江) và sông Phi Vân (飞云江) là đồng bằng Ôn-Thụy, thuộc địa phận các khu thị của Ôn Châu. Ở tả ngạn hạ du sông Ngao (鳌江) thuộc huyện Bình Dương là đồng bằng Tiểu Nam, ở phía hữu ngạn thuộc huyện Thương Nam là đồng bằng Giang Nam. Các vùng đồng bằng này đều có đất đai phì nhiêu, sông sâu, sản lượng ngũ cốc dồi dào. Bồn địa Kim-Cù trải dài dọc theo sông Cù (衢江), sông Lan (兰江), sông Tân An (新安江), sông Kim Hoa (金华江) trên địa phận Kim Hoa và Cù Châu, là bồn địa lớn nhất tỉnh Chiết Giang. Ngoài ra, tại Chiết Giang, còn có bồn địa Chư-Kỵ, bồn địa Tân-Thặng, bồn địa Thiên-Thai và bồn địa Cổ Tùng.

### Sông hồ
Trong nhiều năm, bình quân tổng lượng tài nguyên nước của tỉnh là 93,7 tỷ m³, xét trên một đơn vị diện tích thì xếp thứ 4 toàn quốc, song do tỉnh có mật độ dân số cao, bình quân tài nguyên nước chỉ là 2.008 m³/người, thấp hơn mức bình quân chung của cả nước, thấp nhất là bình quân tài nguyên nước trên người tại quần đảo Chu Sơn, với chỉ 600 m³/người.
Hệ thống các sông tại tỉnh Chiết Giang có đặc điểm đại bộ phận là các sông ngắn, có lưu vực hẹp. diện tích sông và hồ chiếm 6,4% tổng diện tích của tỉnh. Do Chiết Giang có địa thế cao ở tây nam và thấp ở đông bắc, đa số các sông bắt nguồn từ tây bộ hoặc trung bộ, chảy theo hướng đông hoặc đông bắc rồi đổ vào biển Hoa Đông.
Sông dài nhất và có diện tích lưu vực lớn nhất tại Chiết Giang là sông Tiền Đường; dòng đầu nguồn chính là Tân An, bắt nguồn từ khu vực Huy Châu của tỉnh An Huy; dòng đầu nguồn phía nam là sông Lan, bắt nguồn từ huyện Khai Hóa. Hai dòng đầu nguồn này đến trấn Mai Thành của Kiến Đức thì hợp dòng rồi đổ vào vịnh Hàng Châu. Hệ thống chi lưu của sông Tiền Đường còn có sông Kim Hoa, sông Phân Thủy, sông Phổ Dương, sông Tào Nga. Hiện tượng thủy triều trên sông Tiền Đường là một cảnh quan trứ danh, cả thiên hạ biết đến. Ở bắc bộ Chiết Giang, sông Điều (苕溪) đổ nước vào Thái Hồ, là một bộ phận của lưu vực Trường Giang. Với 5 sông lớn đổ trực tiếp ra biển Hoa Đông là sông Âu, sông Linh, sông Dũng, sông Phi Vân và sông Ngao, chúng được gọi là "Chiết Giang thất đại thủy hệ". Sông Tào Nga trước đây được xem là một lưu vực sông độc lập đổ thẳng ra biển song hiện nay được xem là một chi lưu lớn cuối cùng của sông Tiền Đường, do đó đôi khi người ta đưa sông Tào Nga vào thất đại thủy hệ, trở thành Chiết Giang bát đại thủy hệ.
Thái Hồ nằm trên ranh giới giữa hai tỉnh Chiết Giang và Giang Tô, khu Ngô Hưng và huyện Trường Hưng của Hồ Châu nằm ở bờ nam của Thái Hồ. Ngoài Tây Hồ, trên địa phận Chiết Giang còn có Tây Hồ, hồ Đông Tiền (东钱湖) cùng trên 30 hồ có dung tích trên 1 triệu m³. Hồ Đông Tiền là hồ tự nhiên lớn nhất tại Ninh Ba, diện tích bề mặt là 19,89 km². Các hồ nổi tiếng là Tây Hồ của Hàng Châu, Nam Hồ tại Gia Hưng, Đông Hồ tại Thiệu Hưng. Hồ nhân tạo lớn nhất Chiết Giang là hồ Thiên Đảo (千岛湖), tức hồ chứa sông Tân An, diện tích mặt hồ là 573 km².

### Biển đảo

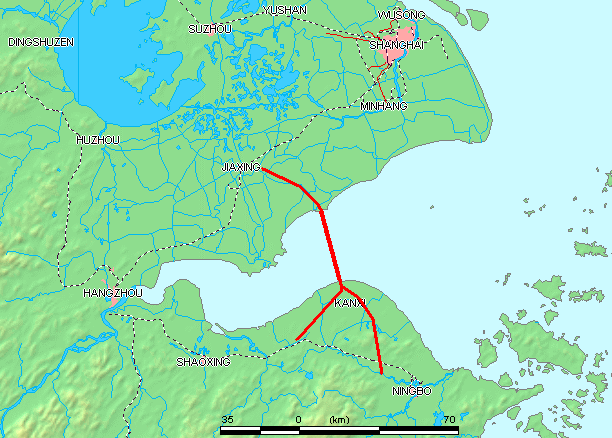
Vị trí vịnh Hàng Châu và cầu vịnh Hàng Châu.

Bờ biển đại lục Chiết Giang khúc khuỷu, nước sâu, tổng chiều dài đường bờ biển (bao gồm cả bờ biển các hải đảo) là 6.646 km, đứng đầu cả mước. Vùng bờ biển Chiết Giang có nhiều vịnh lớn nhỏ, vùng biển của tỉnh là một bộ phận của biển Hoa Đông, trong đó diện tích vùng nước nội thủy là 30.900 km², diện tích lãnh hải là 11.500 km², bao gồm cả vùng tiếp giáp lãnh hải. Trung Quốc tuyên bố vùng đặc quyền kinh tế và thềm lục địa của tỉnh Chiết Giang rộng hơn 260.000 km². Vịnh Hàng Châu là vịnh biển lớn nhất tỉnh Chiết Giang. Đường bờ biển đại lục của Chiết Giang bắt đầu từ Bình Hồ ở phía bắc đến huyện Thương Nam ở phía nam. Tổng chiều dài các đoạn bờ biển có thể xây dựng chỗ đậu cho tàu trên 10.000 tấn là 253 km, chiếm 1/3 của cả nước, còn các đoạn bờ biển có thể xây dựng chỗ đậu cho tàu trên 100.000 tấn là 105,8 km.. Diện tích bãi triều ven biển 2.886 km².
Chiết Giang là tỉnh có nhiều đảo, đứng hàng đầu trong cả nước. Theo kết quả của cuộc điều tra tổng hợp tài nguyên hải đảo Trung Quốc tiến hành từ 1988-1995, tỉnh Chiết Giang có 3.061 hòn đảo với tổng diện tích đất liền là 500 km², trong đó có 2.886 đảo không có cư dân, tức chiếm khoảng hơn 40% số đảo của cả nước.Đảo Chu Sơn với diện tích 503 km² thuộc quần đảo Chu Sơn là hòn đảo lớn nhất tỉnh Chiết Giang, là hòn đảo lớn thứ 4 tại Đại Trung Hoa (sau Đài Loan, Hải Nam và đảo Sùng Minh thuộc Thượng Hải). Đảo cực bắc của Chiết Giang là đảo Hoa Điểu (花鸟山), đảo cực nam là đảo Thất Tinh (七星岛). Ngày 3 tháng 12 năm 12007, tỉnh Chiết Giang đã tổ chức hội nghị liên tịch về quản lý các hải đảo không có cư dân lần thứ nhất, đẩy nhanh việc quản lý hiệu quả với các hòn đảo này. Trong một thời gian dài, đã liên tục diễn ra các hoạt động khai hoang lấn biển tại Chiết Giang, thậm chí còn nối liền các vùng đất. Trong thế kỷ XXI, đã có một số công trình cải tạo đất được thi công, chẳng hạn như xây dựng cảng Dương Sơn, đường cao tốc Ninh Ba-Chu Sơn.

### Khí hậu
Chiết Giang nằm ở vùng chuyển tiếp khí hậu giữa đại lục Âu-Á và vùng Tây Bắc Thái Bình Dương, có khí hậu cận nhiệt đới gió mùa điển hình, bốn mùa rõ rệt. Mùa xuân từ tháng 3 đến tháng 5, mưa nhiều và khí hậu cũng biến đổi lớn; mùa hè từ tháng 6 đến tháng 9, mưa kéo dài và nhiệt độ rất nóng, ẩm; mùa thu có khí hậu ấm áp và khô; mùa đông không kéo dài song nhiệt độ lạnh (nam bộ Ôn Châu có mùa đông ấm). Nhiệt độ trung bình năm là 15 °C-18 °C, nhiệt độ trung bình tháng 1 (tháng lạnh nhất) là 2 °C-8 °C và có thể xuống thấp đến -2,2 °C đến -17,4 °C, nhiệt độ trung bình tháng 7 (tháng nóng nhất) là 27 °C-30 °C và có thể lên cao đến 33 °C-43 °C.
Do chịu ảnh hưởng của gió mùa Đông Á, nên hướng gió và lượng mưa có sự thay đổi đáng kể giữa mùa hè và mùa đông. Lượng giáng thủy hàng năm là 980–2000 mm, số giờ nắng trung bình năm là 1.710-2.100 giờ. Vào đầu mùa hè có lượng mưa lớn, thường gọi là "Mai vũ quý tiết" (梅雨季节, mùa mưa gió mùa Đông Á), song tỉnh thường chịu ảnh hưởng của các cơn bão nhiệt đới từ Thái Bình Dương vào cuối hè. Vào mùa hè, gió đông nam chiếm ưu thế, các vùng núi phía đông núi Quát Thương (括苍山), núi Nhạn Đãng (雁荡山) và núi Tứ Minh (四明山) có lượng mưa lớn, vùng hải đảo và khu vực trung bộ Chiết Giang có lượng mưa thấp hơn tương đối, nhiệt độ ở vùng bồn địa Kim-Cù tại trung bộ của tỉnh rất cao, các vùng xung quanh thấp hơn rõ rệt. Vào mùa đông, hướng gió lại chuyển thành hướng tây bắc, nhiệt độ cao dần từ bắc xuống nam.
Do nằm trên vùng chuyển tiếp giữa vùng có vĩ độ thấp và trung bình, nằm ở ven biển, kết hợp với việc có địa hình nhấp nhô lớn, lại phải chịu ảnh hưởng kép của gió mùa nhiệt đới và khối khí lạnh lục địa, Chiết Giang là một trong những khu vực chịu ảnh hưởng nghiêm trọng nhất của các cơn bão tại Trung Quốc. Tuy nhiên, tấn suất các thảm họa tự nhiên diễn ra thì nhỏ hơn.

### Khoáng sản

Vị trí các mỏ dầu khí (chấm đỏ) trên biển Hoa Đông nằm gần vùng biển tranh chấp

Chiết Giang là một tỉnh nhỏ về tài nguyên khoáng sản, chủ yếu là khoáng sản phi kim. Chiết Giang đứng đầu cả nước về trữ lượng than antraxit, anulit, pirofilit, đá tro núi lửa dùng để làm xi măng; đứng thứ hai cả nước về trữ lượng fluorit. Anulit tại huyện Thương Nam có trữ lượng rất phong phú, trữ lượng Kali alum (phèn chua) tại khu khai khoáng Phàn Sơn ở phía nam Thương Nam có trữ lượng chiếm tới 80% của cả nước, chiếm 60% trữ lượng toàn thế giới, được gọi là "thủ đô phèn thế giới". Chiết Giang có trữ lượng đá vôi rất phong phú, đá vôi là nguyên liệu chủ yếu để sản xuất xi măng, sản lượng xi măng của Chiết Giang chiếm 10% sản lượng toàn quốc. Tấn Văn tại Chiết Giang là khu vực sản xuất zeolit trọng yếu của Trung Quốc. Chiết Giang thiếu các tài nguyên than đá và sắt; than đá chủ yếu được khai thác ở mỏ than Trường Quảng ở tây bắc của huyện Trường Hưng, tức nơi giáp với tỉnh An Huy; ở huyện Thiệu Hưng có mỏ sắt Li Chử (漓渚), song sản lượng không lớn. Chiết Giang là tỉnh giàu tài nguyên khoáng sản hải dương, thềm lục địa tại biển Hoa Đông có triển vọng phát triển lĩnh vực khai thác dầu mỏ và khí thiên nhiên; hiện đã xây dựng các dàn khoan tại mỏ dầu khí Xuân Hiểu (春晓油气田), Bình Hồ (平湖油气田), Thiên Ngoại Thiên (天外天油气田), tuy nhiên việc phát triển ngành dầu khí lại chịu ảnh hưởng từ việc tranh chấp vùng đặc quyền kinh tế và thềm lục địa với Nhật Bản.

## Sinh vật
Chiết Giang có nhiều loài động vật hoang dã, trong đó có 123 loài động vật được đưa vào damh mục động vật hoang dã cần được bảo hộ trọng điểm quốc gia. Cá sấu Trung Quốc (Alligator sinensis) là loài động vật bảo hộ cấp 1 quốc gia, khu bảo hộ tự nhiên cá sấu Trung Quốc tại trấn Tứ An của huyện Trường Hưng là khu bảo hộ lớn thứ hai của loài này tại Trung Quốc. Hồ Hạ Chử (下渚湖) của huyện Đức Thanh là nơi sinh sống của loài Cò quăm có mào (Nipponia nippon).
Chiết Giang cũng có tài nguyên thực vật phong phú, còn được gọi là "kho báu thực vật Đông Nam". Tỷ lệ che phủ rừng đạt 60,5%, đứng thứ hai sau tỉnh Phúc Kiến (63,1%). Tại Chiết Giang, có 51 loài quý hiếm và nguy cấp được liệt vào danh sách bảo hộ trọng điểm quốc gia, chiếm 12,2% trong tổng số 419 loài trên cả nước. Duyên mộc Phổ Đà (Carpinus putoensis) là loài có nguy cơ tuyệt chủng được bảo hộ cấp 1 quốc gia, hiện chỉ còn các cây duyên mộc Phổ Đà tự nhiên tại Phổ Đà sơn (普陀山).

## Nhân khẩu
Tôn giáo tại Chiến Giang
Theo tổng điều tra nhân khẩu toàn quốc vào ngày 31 tháng 12 năm 2012, tỉnh Chiết Giang có khoảng 54,77 triệu nhân khẩu thường trú, chiếm 4,37% và đứng thứ 10 toàn quốc. Năm 2007, số nhân khẩu của Chiết Giang vượt qua con số 50 triệu. Theo số liệu từ cuộc tổng điều tra nhân khẩu năm 2010, tỉnh Chiết Giang có 54,43 triệu người.
Trên phương diện tăng trưởng tự nhiên, theo điều tra năm 2000, tỷ lệ sinh và tỷ lệ tăng trưởng tự nhiên của Chiết Giang lần lượt là 10,30 ‰ và 4,17 ‰, chỉ cao hơn Thượng Hải và Bắc Kinh và thấp hơn so với các đơn vị hành chính cấp tỉnh khác. Việc tỷ lệ sinh thấp từng khiến Chiết Giang ra khỏi danh sách 10 đơn vị hành chính cấp tỉnh đông dân nhất trong cuộc điều tra năm 1990, khi đó nó đã bị Quảng Tây vượt lên, song Chiết Giang đã lấy lại vị thế trong cuộc tổng điều tra năm 2000 do tiêu chuẩn thống kê chuyển thành nhân khẩu thường trú thay vì tỷ lệ tăng tự nhiên. Tỷ lệ sinh và tỷ lệ tăng trưởng tự nhiên của Chiết Giang lần lượt là 10,12 ‰ và 4,60 ‰ năm 2012.
Trên phương diện tăng trưởng cơ giới, nhân khẩu tại các khu vực miền núi phía tây và tây nam của tỉnh suy giảm đáng kể, các khu vực ven biển và các đô thị lớn thu hút người nhập cư trong và ngoài tỉnh. Hàng Châu, Ninh Ba, Ôn Châu, Thiệu Hưng, Thai Châu là các khu vực điển hình của hiện tượng nhập cư. Cù Châu và Lệ Thủy là điển hình cho hiện tượng xuất cư, tổng nhân khẩu tiếp tục suy giảm. Chu Sơn có tổng dân số gần như giữ nguyên.
Trong cuộc điều tra năm 2000, số người Hán tại Chiết Giang là 45.535.266 người, tức chiếm 99,1% tổng nhân khẩu toàn tỉnh. Các dân tộc thiểu số có tổng số 399.700 người. Người Xa là dân tộc thiểu số bản địa tại Chiết Giang, là nhóm dân tộc đông thứ hai sau người Hán, với 170.993, chiếm 0,4% tổng số nhân khẩu và 43% tổng nhân khẩu dân tộc thiểu số toàn tỉnh. Các huyện thị có trên 10.000 người Xa là khu Liên Đô (19.455 người), huyện tự trị dân tộc Xa Cảnh Ninh (16.144), Thương Nam (16.133), Thái Thuận (13.862) và Toại Xương (13658). Về tỷ lệ, người Xa chiếm 10,55 tổng nhân khẩu của huyện tự trị dân tộc Xa Cảnh Ninh và chiếm 8,6% tổng nhân khẩu của huyện Vân Hòa. Chiết Giang có một huyện tự trị dân tộc và 18 hương trấn dân tộc, đều của người Xa. Huyện tự trị dân tộc Xa là huyện dân tộc tự trị duy nhất của người Xa trên toàn quốc và là huyện dân tộc tự trị duy nhất tại Hoa Đông. Cũng theo số liệu năm 2010, có 19.609 người Hồi thường trú tại Chiết Giang, đa số sinh sống tại huyện Thương Nam và Thụy An. Các dân tộc thiểu số còn lại chủ yếu di cư đến Chiết Giang trong thời gian gần đây do các nguyên nhân xã hội như việc làm hay hôn nhân và không có khu vực cư trú riêng.
Chiết Giang là tỉnh có ít thành phố lớn song lại có nhiều thành phố vừa và nhỏ, chủ yếu phân bố tuyến tính hoặc đơn lẻ. Cuối năm 2011, tỉnh Chiết Giang có 1 siêu đại thành thị (có trên 2 triệu cư dân phi nông nghiệp có hộ tịch), 1 đặc đại thành thị (có từ 1-2 triệu cư dân phi nông nghiệp có hộ tịch), 1 đại thành thị (có từ 0,5-1 triệu cư dân phi nông nghiệp có hộ tịch). Trong số các địa cấp thị, ngoại trừ Lệ Thủy là tiểu thành thị (có chưa đến 200.000 cư dân phi nông nghiệp có hộ tịch), tất cả đều là thành phố cấp trung (có từ 0,2-0,5 triệu cư dân phi nông nghiệp có hộ tịch). Hàng Châu, Ninh Ba và Ôn Châu là tam đại thành thị của Chiết Giang. Chu Sơn là một trong hai địa cấp thị hải đảo duy nhất của Trung Quốc (cùng với Tam Sa).

### Ngôn ngữ
Ngôn ngữ bản địa của đại bộ phận cư dân Chiết Giang là tiếng Ngô. Số người sử dụng tiếng Ngô tại Chiết Giang ước tính vào khoảng 41,81 triệu người. Tại Chiết Giang, tiếng Ngô có nhiều phương ngữ, đa phần thuộc đại phương ngữ Thái Hồ như phương ngữ Tô-Gia-Hồ, phương ngữ Hàng Châu, phương ngữ Lâm-Thiệu, phương ngữ Dũng-Giang, các phương ngữ tiếng Ngô phương Nam có phương ngữ Thai Châu, phương ngữ Kim-Cù, phương ngữ Thượng Lệ, phương ngữ Âu Giang và phương ngữ Tuyên Châu. Giữa các phương ngữ của tiếng Ngô có sự khác biệt đáng kể. Tiếng Ngô có phụ âm, nguyên âm, thanh điệu, ngữ pháp, từ vựng hoàn toàn khác so với các phương ngôn phương Bắc Trung Quốc. Ngoài ra, trên địa bàn Chiết Giang cũng có những vùng không nói tiếng Ngô, trong đó tiếng Mân Nam là phương ngôn lớn thứ hai tại tỉnh với khoảng 1-2 triệu người nói, tập trung ở phía nam. Tiếng Huy là phương ngôn lớn thứ ba tại Chiết Giang, chủ yếu được nói tại Thuần An và Kiến Đức. Cư dân tại phía nam huyện Thái Thuận sử dụng phương ngôn Man Giảng của tiếng Mân Đông. Có 200.000 cư dân tại vùng đồng bằng ven biển phía đông huyện Thương Nam nói phương ngôn Man Giảng. Tại Chiết Giang cũng có một bộ phận người Khách Gia. Quan thoại chủ yếu được các di dân và hậu duệ của họ sử dụng, tiếng Phổ Thông là ngôn ngữ giáo dục.

## Các đơn vị hành chính
Xem thêm: Danh sách đơn vị hành chính Chiết Giang

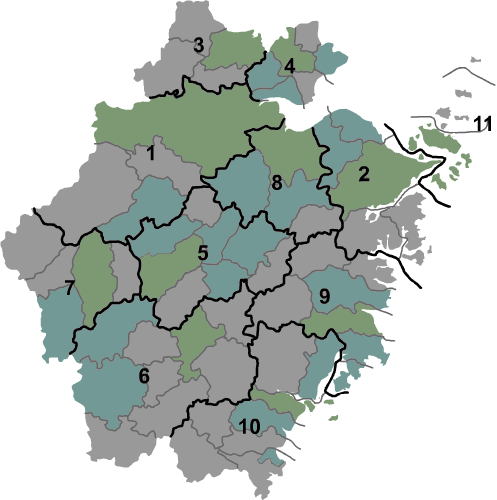
Bản đồ hành chính tỉnh Chiết Giang

Chiết Giang được chia làm 11 đơn vị hành chính, toàn bộ là thành phố thuộc tỉnh (địa cấp thị, 地级市):
| STT                        | Tên        | Thủ phủ    | Chữ Hán Bính âm     | Dân số (2012) | Diện tích (km²) |
| -------------------------- | ---------- | ---------- | ------------------- | ------------- | --------------- |
| — Thành phố cấp phó tỉnh — |            |            |                     |               |                 |
| 1                          | Hàng Châu  | Giang Can  | 杭州市 Hángzhōu Shì | 8.802.000     | 16.596          |
| 2                          | Ninh Ba    | Ngân Châu  | 宁波市 Níngbō Shì   | 7.639.000     | 19.574          |
| — Thành phố cấp địa khu —  |            |            |                     |               |                 |
| 3                          | Hồ Châu    | Ngô Hưng   | 湖州市 Húzhōu Shì   | 2.905.000     | 5.818           |
| 4                          | Gia Hưng   | Nam Hồ     | 嘉兴市 Jiāxīng Shì  | 4.544.000     | 3.915           |
| 5                          | Kim Hoa    | Vụ Thành   | 金华市 Jīnhuá Shì   | 5.399.000     | 10.914          |
| 6                          | Lệ Thủy    | Liên Đô    | 丽水市 Líshuǐ Shì   | 2.117.000     | 17.298          |
| 7                          | Cù Châu    | Kha Thành  | 衢州市 Qúzhōu Shì   | 2.120.000     | 8.841           |
| 8                          | Thiệu Hưng | Việt Thành | 绍兴市 Shàoxīng Shì | 4.943.000     | 9.278           |
| 9                          | Thai Châu  | Tiêu Giang | 台州市 Tāizhōu Shì  | 6.005.000     | 9.411           |
| 10                         | Ôn Châu    | Lộc Thành  | 温州市 Wēnzhōu Shì  | 9.156.000     | 22.786          |
| 11                         | Chu Sơn    | Định Hải   | 舟山市 Zhōushān Shì | 1.140.000     | 1440            |

Các đơn vị hành chính cấp địa khu trên đây được chia thành 90 đơn vị hành chính cấp huyện, gồm 36 quận (thị hạt khu), 20 thành phố cấp huyện (huyện cấp thị), 33 huyện, và 1 huyện tự trị. Các đơn vị hành chính cấp huyện này lại được nhỏ thành 1570 đơn vị hành chính cấp hương, gồm 761 thị trấn (trấn), 505 hương, 14 hương dân tộc, và 290 phường (nhai đạo).

## Kinh tế
| GDP theo năm                                                                                       |               |               |                           |                           |               |               |                     |                     |                     |
| Năm                                                                                                | Tổng GDP      | Tổng GDP      | Tổng GDP                  | Tổng GDP                  | Tổng GDP      | Tổng GDP      | GDP bình quân (NDT) | GDP bình quân (NDT) | GDP bình quân (NDT) |
| Năm                                                                                                | Tổng GDP (tỉ) | Tổng GDP (tỉ) | Tỉ trọng so với toàn quốc | Tỉ trọng so với toàn quốc | Mức tăng (％) | Mức tăng (％) | Toàn quốc (NDT)     | Chiết Giang         | Chiết Giang         |
| Năm                                                                                                | NDT           | USD           | Tỉ trọng (％)             | Vị trí                    | Toàn quốc     | Chiết Giang   | Toàn quốc (NDT)     | NDT                 | USD                 |
| 1978                                                                                               | 12,372        | 7,347         | 3,6                       | 12                        | 11,7          | 21,9          | 381                 | 331                 | 197                 |
| 1980                                                                                               | 17,992        | 12,011        | 4,2                       | 12                        | 7,8           | 16,4          | 463                 | 471                 | 314                 |
| 1990                                                                                               | 90,469        | 18,915        | 4,9                       | 6                         | 3,8           | 3,9           | 1.644               | 2.138               | 447                 |
| 2000                                                                                               | 614,103       | 74.176        | 6.2                       | 4                         | 8.4           | 11.0          | 7.858               | 13.416              | 1.620               |
| 2004                                                                                               | 1.164,870     | 140,736       | 7,0                       | 4                         | 10,1          | 14,5          | 12.336              | 24.352              | 2.942               |
| 2005                                                                                               | 1.343,785     | 164,042       | 6,8                       | 4                         | 11,3          | 12,8          | 14.053              | 27.703              | 3.382               |
| 2006                                                                                               | 1.574,251     | 197,435       | 6,8                       | 4                         | 12,7          | 13,9          | 16.165              | 31.874              | 3.997               |
| 2007                                                                                               | 1.863,836     | 245,113       | 6,8                       | 4                         | 14,2          | 14,7          | 19.474              | 37.128              | 4.883               |
| 2008                                                                                               | 2.148,692     | 309,677       | 6,6                       | 4                         | 9,6           | 10,1          | 22.640              | 42.214              | 6.084               |
| 2011                                                                                               | 3.231,885     | 500,385       | 6,8                       | 4                         | 9,3           | 9,0           | 35.181              | 59.249              | 9.173               |
| 2012                                                                                               | 3.460,630     | 548,219       | 6,7                       | 4                         | 7,8           | 8,0           | 38.449              | 63.266              | 10.022              |
| Tỷ giá hối đoái giữa NDT và USD: theo mức trung bình hàng năm năm do Cục Thống kê Quốc gia công bố |               |               |                           |                           |               |               |                     |                     |                     |

Chiết Giang thuộc vùng Giang Nam, là một bộ phận của tam giác châu thổ Trường Giang. Cây lương thực chủ yếu là lúa gạo, có truyền thống phong phú về trà, đồ sứ, từ thời cổ đã được gọi là "ngư mễ chi hương" (vùng đất sung túc) và "ti trì chi phủ" (phủ tơ lụa), luôn là vùng giàu có và đông dân, có câu "Tô Hồ thục, thiên hạ túc" (Tô Hồ được mùa, thiên hạ no đủ). Sau khi Trung Quốc thực hiện cải cách mở cửa vào năm 1978, kinh tế Chiết Giang phát triển nhanh chóng, kinh tế dân doanh chiếm tỷ trọng cao hàng đầu trong số các tỉnh thị.
Trong số các tỉnh tại Trung Quốc đại lục, Chiết Giang là tỉnh phát triển kinh tế cân bằng nhất, và cũng là một trong các tỉnh phát triển nhanh nhất, tổng GDP toàn tỉnh vào năm 1978 đứng thứ 12 cả nước, song đến năm 1994 đã lên vị trí thứ 4. Năm 1991, tổng GDP của tỉnh vượt mức 100 tỉ NDT, đến năm 2004 vượt 1000 tỉ NDT, đến năm 2008 vượt mức 2000 tỉ NDT, đến năm 2011 vượt mức 3000 tỉ NDT.
Trong 34 năm từ 1979-2012, theo giá trị tuyệt đối, tổng GDP đã tăng 279,71 lần. Theo giá cả so sánh (mức giá bình quân toàn quốc làm chuẩn), tỉ lệ tăng GDP hàng năm là 12,7%, tốc độ tăng trưởng đứng thứ hai cả nước sau Quảng Đông. Từ năm 1978-2012, trừ ba năm 1983, 1989, 1990, 2009, 2011 và 2012, tốc độ tăng trưởng GDP hàng năm đều trên 10%, trong đó, 5 năm 1978, 1984, 1985, 1993 và 1994 có tốc độ tăng trưởng GDP cao trên 20%, cao nhất là năm 1993 với tỷ lệ 22%.
Năm 1985, GDP đầu người của Chiết Giang vượt mức 1.000 NDT, đến năm 1997 thì vượt mức 10.000 NDT, đến năm 2006 vượt 30.000 NDT và đến năm 2012 thì vượt mức 60.000 NDT. Năm 1995, chỉ tiêu kinh tế trên người của Chiết Giang đã vượt qua Quảng Đông, chỉ đứng sau ba trực hạt thị là Thượng Hải, Bắc Kinh và Thiên Tân, tức trở thành tỉnh giàu có nhất Trung Quốc. Đến năm 2012, vị trí tỉnh giàu nhất đã rơi vào tay Giang Tô, Chiết Giang đứng thứ 6 trong số các tỉnh trên toàn quốc. Về tổng thể, thực lực kinh tế của Chiết Giang không phải là mạnh nhất, song có mức bình quân cao nhất trong số các tỉnh, các khu vực trong tỉnh phát triển cân bằng, mức độ chênh lệch nhỏ.

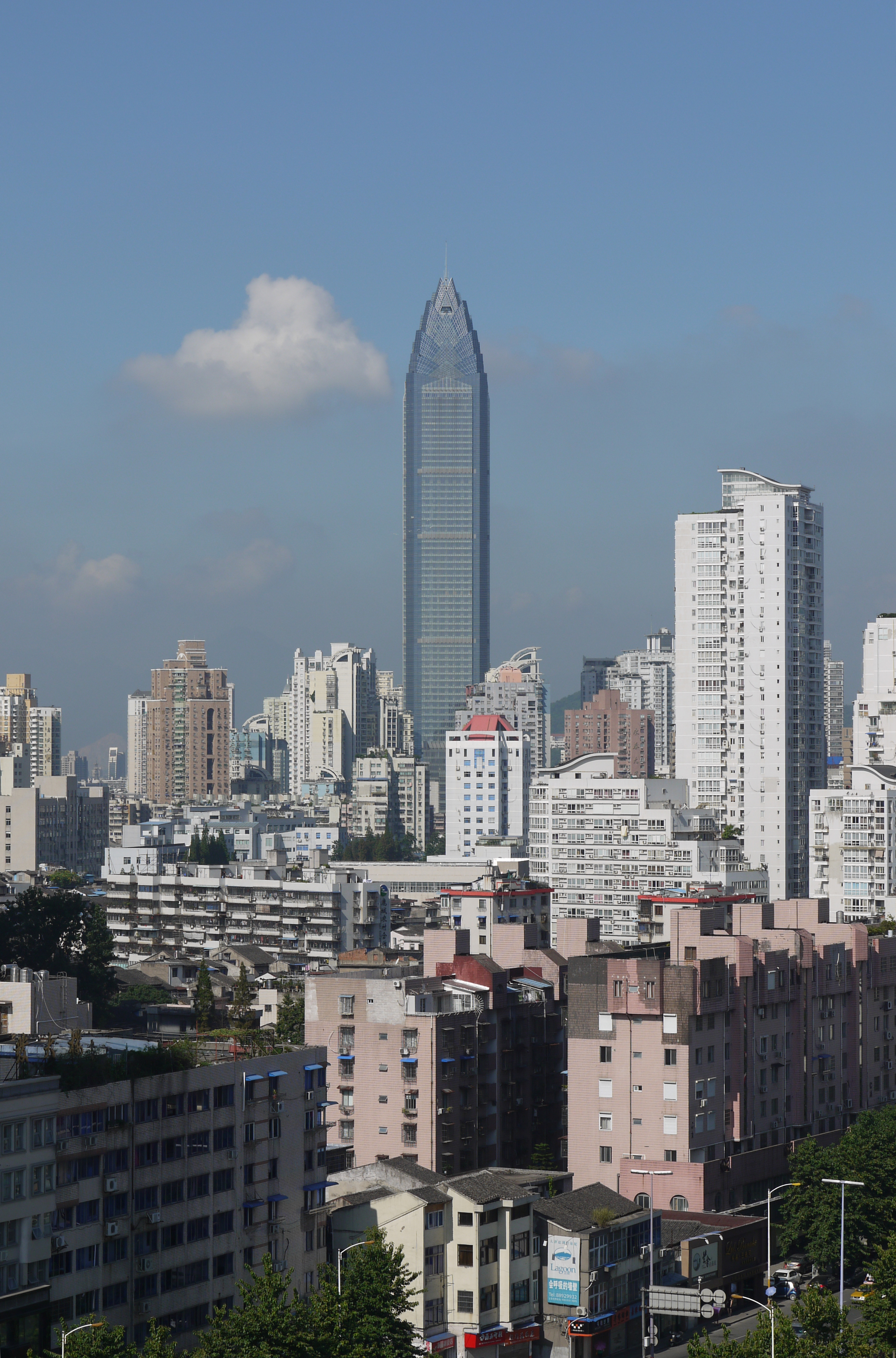
Ôn Châu với siêu cao ốc Trung tâm Mậu dịch Thế giới

Năm 2007, tổng GDP toàn tỉnh (con số cuối cùng) đạt 18,86 tỉ NDT, tăng 14,5% so với năm trước đó, chiếm tỷ lệ 6,28% so với toàn quốc. Trong đó khu vực một đạt 1,025 tỉ NDT, chiếm 5,5%; khu vực hai đạt 10,09 tỉ NDT, chiếm 54,15%; khu vực ba đạt 7,5 tỉ NDT, chiếm 40,35%, GDP bình quân đầu người vào năm 2007 là 37.128 NDT. Theo thống kê năm 2011, tổng GDP của Chiết Giang đạt 32,32 tỉ NDT, tăng trưởng 9% so với năm trước.
Năm 2011, Viện Khoa học Trung Quốc đã công bố về chất lượng GDP của các khu vực tại Trung Quốc, theo đó Chiết Giang đứng ở vị trí số ba, chỉ sau Bắc Kinh và Thượng Hải, xếp trên Thiên Tân. Theo số liệu của chính phủ Chiết Giang công bố vào tháng 2 năm 2013, thu nhập ròng bình quân đầu người Chiết Giang là 34.550 NDT.
Kinh tế Chiết Giang có một đặc điểm là kinh tế dân doanh lớn mạnh. Thành tựu và kinh nghiệm phát triển kinh tế của Chiết Giang được gọi là "mô thức Chiết Giang", "kinh nghiệm Chiết Giang" hoặc "hiện tượng Chiết Giang", nhận được sự quan tâm rộng rãi. Chiết Giang nhờ có nhân dân cần cù, dũng cảm, đã phát triển từ một tỉnh nhỏ trở thành một tỉnh lớn về kinh tế. Thương nhân Chiết Giang nổi tiếng khắp nơi. Đồng thời, khu vực kinh tế quốc doanh tại Chiết Giang cũng có hiệu quả kinh tế đáng kể. Sau khi Trung Quốc từ bỏ nền kinh tế kế hoạch, Chiết Giang là tỉnh đi đầu cả nước trong việc giải phóng kinh tế cá thể và kinh tế tư doanh.
Ngoài các hoạt động tại tỉnh nhà, thương nhân Chiết Giang còn đầu tư kinh tế sang các tỉnh khác. Tư bản Ôn Châu là điển hình cho việc một lượng tư bản lớn của người dân Chiết Giang đổ vào các lĩnh vực khai mỏ than đá vốn do nhà nước chiếm độc quyền, đóng góp quan trọng trong việc giải quyết được vấn đề cung ứng năng lượng. Các thương nhân Chiết Giang đã thúc đẩy quá trình hợp lý hóa và tối ưu hóa trong việc phân bổ các nguồn tài nguyên, mở rộng chuỗi công nghiệp Chiết Giang.
Thặng dư mậu dịch ngoại thương của Chiết Giang đứng đầu cả nước, năm 2006, Liên minh châu Âu, Hoa Kỳ và Nhật Bản là ba đối tác mậu dịch hàng đầu của Chiết Giang. Trong đó, liên minh châu Âu là đối tác và thị trường xuất khẩu lớn nhất, Nhật Bản là nguồn nhập khẩu lớn nhất. Năm 2007, Chiết Giang là tỉnh có số lượng doanh nghiệp nước ngoài nhiều nhất tại Trung Quốc.
Năm 2018, Chiết Giang là tỉnh đông thứ mười về số dân, đứng thứ tư về kinh tế Trung Quốc với 57,3 triệu dân, tương đương với Cộng hòa Nam Phi và 5,62 nghìn tỷ NDT (849 tỷ USD), tương đương với Hà Lan, quốc gia đang xếp hạng 17 thế giới. GDP bình quân đầu người đạt 14.907 USD, hạng năm Trung Quốc. Các ngành sản xuất chính của Chiết Giang là công nghiệp cơ điện, dệt may, công nghiệp hóa chất, thực phẩm và vật liệu xây dựng. Trong những năm gần đây, Chiết Giang triển khai mô hình phát triển của riêng mình, được đặt tên là "Mô hình Chiết Giang", dựa trên sự ưu tiên và khuyến khích tinh thần kinh doanh, chú trọng vào doanh nghiệp nhỏ. Các doanh nghiệp đáp ứng với sự thay đổi của thị trường, đầu tư công lớn vào cơ sở hạ tầng và sản xuất hàng hóa giá rẻ số lượng lớn cho ngành tiêu dùng nội địa cũng như xuất khẩu. Do đó, Chiết Giang đã trở thành một trong những tỉnh giàu nhất và "Tinh thần Chiết Giang" đã trở thành một huyền thoại của Trung Quốc. Hiện nay, Chiết Giang vẫn đang cố gắng để tiếp tục phát triển kinh tế và đối phó với các tình huống diễn ra. Đơn cử về vấn đề doanh nghiệp nhỏ ở Chiết Giang sản xuất hàng hóa giá rẻ với số lượng lớn gặp khó khăn trong việc chuyển sang các ngành công nghiệp tiên tiến hơn hoặc công nghệ hơn. Trung tâm kinh tế của Chiết Giang đang chuyển từ Bắc Chiết Giang, tập trung vào Hàng Châu, Ôn Châu và Thái Châu. Tốc độ tăng trưởng kinh tế của Chiết Giang từ năm 2000 đến 2020 chưa bao giờ thấp hơn 7%, đạt chiến lược tốc độ cấp độ cao, dự kiến GDP sẽ đạt 1000 tỷ đô la Mỹ vào năm 2020.

## Giao thông

### Đường sắt
Hiện nay, trên địa bàn Chiết Giang có các tuyến đường sắt lớn như đường sắt Hỗ-Hàng, đường sắt Chiết-Cám, đường sắt Tiêu-Dũng, đường sắt Kim-Ôn, đường sắt Tuyên-Hàng, đường sắt Kim-Thiên và đường sắt Dũng-Thai-Ôn.
Đến cuối năm 2010, chiều dài đoạn đường sắt chính hoạt động là 1.775 km, tức mỗi 1 triệu người chỉ có 32,6 km đường sắt, thấp hơn một nửa mức bình quân của toàn Trung Quốc. Việc thiếu đường sắt đã khiến tỉnh Chiết Giang phải tích cực đề ra các kế hoạch xây dựng những tuyến đường sắt mới, như đường sắt vận chuyển hành khách Ninh-Hàng, đoạn Hàng Châu-Ninh Ba của đường sắt vận chuyển hành khách Hỗ-Hàng-Dũng. Dự tính tất cả các địa cấp thị tại Chiết Giang sẽ đều thông đường sắt, các đoạn Ninh Ba-Thiệu Hưng-Hàng Châu và Kim Hoa Tây-Hàng Châu-Hia Hưng sẽ là các tuyến đường sắt cao tốc với tốc độ trên 250 km/h. Tháng 9 năm 2006, Công ty Tập đoàn Đầu tư Đường sắt tỉnh Chiết Giang đã được thành lập, là chủ thể chịu trách nhiệm đầu tư xây dựng đường sắt trong tỉnh.
Chiết Giang là một trong số ít các tỉnh tại Trung Quốc có đường sắt tư nhân. Năm 2005, sau khi phân cục đường sắt Hàng Châu bị bãi bỏ, đường sắt Chiết Giang thuộc phạm vi phụ trách của cục đường sắt Thượng Hải. Tuy nhiên tuyến đường sắt Kim-Ôn nối giữa Kim Hoa, Lệ Thủy và Ôn Châu do công ty Hữu hạn Phát triển Đường sắt Kim-Ôn vận hành.
Các ga đường sắt hành khách lớn tại Chiết Giang là ga Hàng Châu, ga Ôn Châu, ga Ôn Châu Nam, ga Ninh Ba, ga Thai Châu, ga Hàng Châu Đông, ga Kim Hoa Tây, ga Nghĩa Ô. Các ga đường sắt vận chuyển hàng hóa lớn nhất là ga Cấn Sơn Môn, ga Kim Hoa Đông, ga Ninh Ba Bắc, ga Kiều Ti, ga Ôn Châu Tây, ga Thai Châu Nam. Ga Hàng Châu là trung tâm của mạng lưới đường sắt Chiết Giang. Ga Kim Hoa Tây là trung tâm giao thông đường sắt của khu vực trung nam bộ Chiết Giang. Sau khi đường sắt Dũng-Thai-Ôn và đường sắt Ôn-Phúc thông tuyến, Ôn Châu sẽ trở thành trung tâm giao thông đường sắt tại nam bộ Chiết Giang.

### Đường bộ

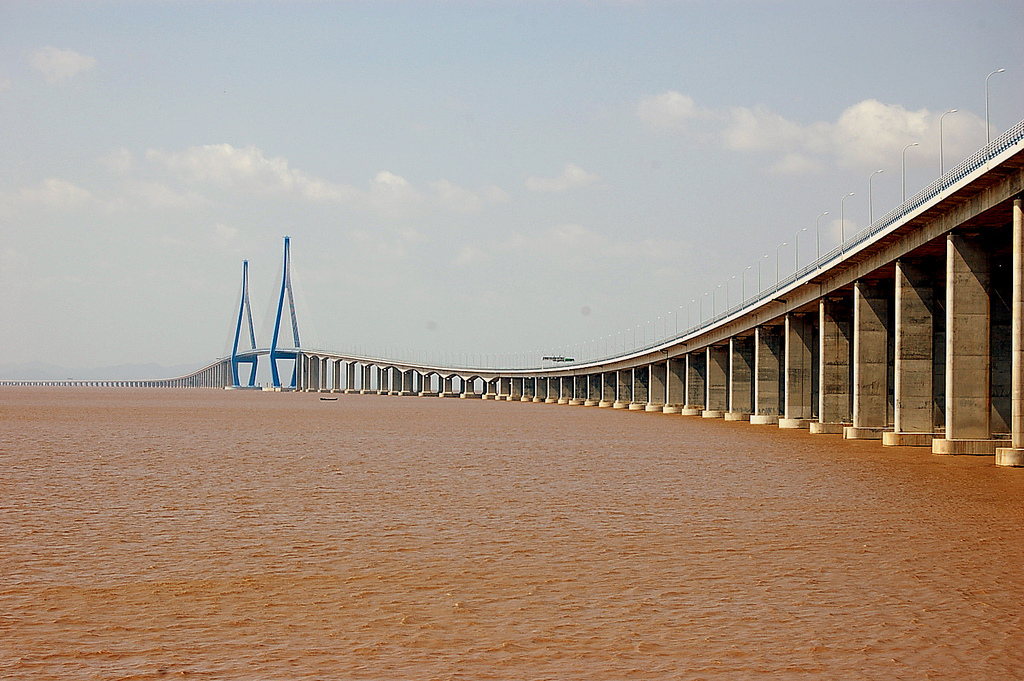
Cầu Kim Đường nối từ Ninh Ba ra đảo Kim Đường của quần đảo Chu Sơn

Theo thống kê, đến cuối năm 2011, tổng chiều dài đường bộ toàn tỉnh Chiết Giang là 101.937 km, mật độ đường bộ là 97,9 km/100 km², trong đó tổng chiều dài các tuyến đường cao tốc là 3.500 km. Sau khi hoàn thành cầu vượt biển Chu Sơn, quần đảo Chu Sơn đã được hợp nhất vào trong mạng lưới đường cao tốc của tỉnh.
Các tuyến đường cao tốc chủ yếu trên địa bàn Chiết Giang là đường cao tốc Hỗ-Hàng, đường cao tốc Hàng-Ninh, đường cao tốc Hàng-Dũng, đường cao tốc Dũng-Chu, đường cao tốc Hàng-Huy, đường cao tốc Hàng-Thiên, đường cao tốc Hàng-Kim-Cù, đường cao tốc Hỗ-Tô-Chiết-Hoàn, đường cao tốc Dũng-Thai-Ôn, đường cao tốc Thượng-Tam, đường cao tốc Dũng-Kim, đường cao tốc Kim-Lệ-Ôn, đường cao tốc Chư-Vĩnh, đường cao tốc Hàng-Phố, đường cao tốc Sạ-Gia-Tô.
Chiết Giang có 6 tuyến quốc lộ đi qua là 104, 205, 318, 320, 329, 330. Có 68 tuyển tỉnh lộ và 11 tuyến tỉnh lộ cao tốc.
Cầu vượt biển lớn nhất thế giới, cầu vịnh Hàng Châu nằm trên địa bàn Chiết Giang, kết nối Gia Hưng ở phía bắc vịnh với Ninh Ba ở phía nam vịnh. Việc xây dựng "đại kiều" này được xem là một bước ngoặt của Chiết Giang. Hệ thống các cầu vượt biển từ đất liền ra quần đảo Chu Sơn cũng là công trình tầm cỡ thế giới, trong đó, cầu Tây Hậu Môn là cầu treo có nhịp cầu dài thứ hai trên thế giới.

### Đường thủy

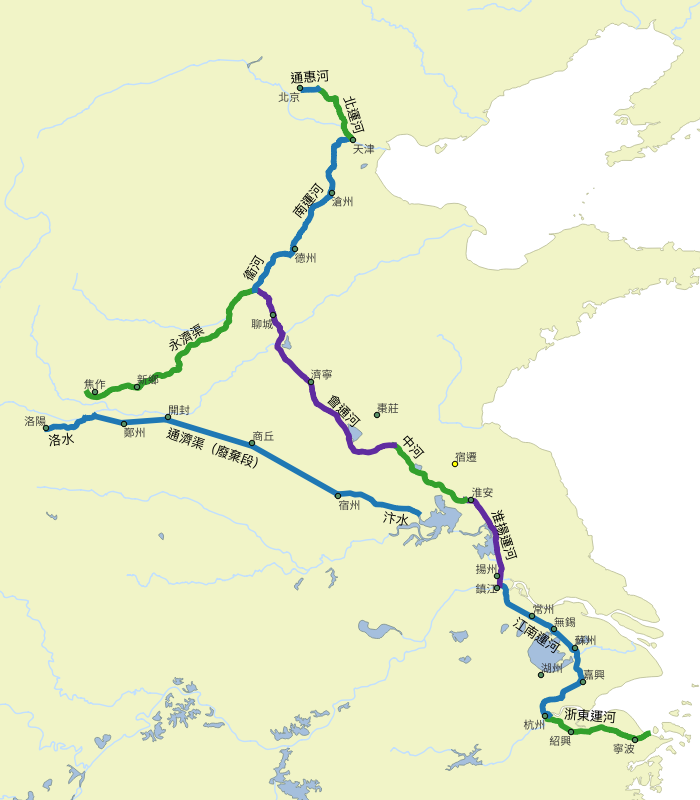
Tuyến hiện nay của Đại Vận Hà, nối từ Bắc Kinh đến Hàng Châu

Chiết Giang là tỉnh lớn về vận chuyển đường thủy tại Trung Quốc, loại hình giao thông này có địa vị trọng yếu trong hệ thống giao thông chung. Năm 2003, hệ thống giao thông đường thủy tại Chiết Giang đã vận chuyển được 296 triệu tấn hàng hóa, xếp thứ nhất toàn quốc. Về vận tải biển, cảng Ninh Ba-Chu Sơn là thương cảng lớn nhất trong tỉnh. Nửa đầu năm 2008, cảng Ninh Ba-Chu Sơn chỉ xếp sau cảng Thượng Hải trên toàn quốc về lượng hàng hóa vận chuyển, xếp thứ 4 toàn quốc về lượng container vận chuyển (sau cảng Thượng Hải, cảng Thâm Quyến và Cảng Quảng Châu). Cảng Ôn Châu cũng là một hải cảng lớn trên toàn quốc. Các cảng quan trọng khác là cảng Hải Môn, cảng Ngao Giang, cảng Thụy An, cảng Sạ Phố (tức cảng Gia Hưng). Có các chuyến tàu đều đặn kết nối đất liền Chiết Giang với quần đảo Chu Sơn, đảo Động Đầu và các đảo có người cư trú khác. Giữa đảo Chu Sơn và Ninh Ba có hàng chục chuyến tàu thủy thông hành thủy mỗi ngày.
Về vận tải đường sông, lấy Đại Vận Hà kết nối Hàng Châu với Bắc Kinh làm chủ đạo, giao thông đường sông tại vùng đồng bằng Hàng-Gia-Hồ phát triển mạnh. Gia Hưng, Hồ Châu, Đức Thanh, Tân Thị, Gia Thiện đều là những cảng sông quan trọng. Năm 2003, tổng chiều dài các tuyến đường sông có thể thông hành tại Chiết Giang là 10.539 km, một số lượng lớn than đá, nhiên liệu và vật liệu đá xây dựng được vận chuyển gần như hoàn toàn bằng các phương tiện giao thông đường thủy. Bắt đầu từ năm 2005, tỉnh Chiết Giang đã tiến hành cải cách, theo đó khuyến khích vốn tư nhân và nước ngoài trong việc xây dựng và cải tạo các tuyến vận tải đường sông. Sau đó, vốn nước ngoài đã bắt đầu đổ vào hệ thống vận tải đường sông, như ba cảng container Hàng Châu, Gia Hưng, An Cát.
Năm 2007, Hàng Châu đã mở hệ thống xe buýt đường thủy đầu tiên tại Trung Quốc.

### Hàng không
Hiện nay, Chiết Giang có 7 sân bay dân dụng, về cơ bản có các đường bay đến toàn quốc và các tuyến bay quốc tế đến Nhật Bản, Hàn Quốc, Trung Đông, Đông Nam Á, Hoa Kỳ và châu Âu. Trong đó, có ba sân bay quốc tế là Sân bay quốc tế Tiêu Sơn Hàng Châu (một trong 10 sân bay lớn nhất Trung Quốc), Sân bay quốc tế Vĩnh Cường Ôn Châu, Sân bay quốc tế Lịch Xã Ninh Ba. Bốn sân bay quốc nội là sân bay Lộ Kiều Thai Châu, sân bay Nghĩa Ô, sân bay Phổ Đà Sơn Chu Sơn, sân bay Cù Châu. Từ tháng 4 năm 2006, Công ty Hàng không Chuyên nghiệp Phi Long Trung Quốc (China Flying Dragon Aviation) đã mở đường bay liên đảo giữa các đảo của quần đảo Chu Sơn bằng các máy bay trực thăng "Z-9", là lần đầu tiên máy bay trực thăng hoạt động trên khoảng cách ngắn tại Trung Quốc.

## Giáo dục

Thư viện của Đại học Chiết Giang

| - Đại học Chiết Giang (浙江大学) - Học viện Mỹ thuật Trung Quốc (中国美术学院) - Đại học Công nghiệp Chiết Giang (浙江工业大学) - Đại học Sư phạm Chiết Giang (浙江师范大学) - Đại học Ninh Ba (宁波大学) - Đại học Công thương Chiết Giang (浙江工商大学) - Đại học Khoa học-Công nghệ Chiết Giang (浙江理工大学) - Đại học Y khoa Ôn Châu (温州医科大学) - Đại học Trung Y-Dược Chiết Giang (浙江中医药大学) - Đại học Khoa học-Kỹ thuật Điện tử Hàng Châu (杭州电子科技大学) - Đại học Nottingham tại Ninh Ba (诺丁汉大学宁波分校 University of Nottingham Ningbo, China) - Đại học Sư phạm Hàng Châu (杭州师范大学) - Đại học Ôn Châu (温州大学) - Đại học Nông lâm Chiết Giang (浙江农林大学) - Đại học Tài chính-Kinh tế Chiết Giang (浙江财经大学) - Học viện Đo lường Trung Quốc (中国计量学院) - Học viện Hải dương Chiết Giang (浙江海洋学院) - Học viện Khoa học-Kỹ thuật Chiết Giang (浙江科技学院) | - Học viện Vạn Lý Chiết Giang (浙江万里学院) - Học viện Gia Hưng (嘉兴学院) - Học viện Sư phạm Hồ Châu (湖州师范学院) - Học viện Khoa học Xã hội Thiệu Hưng (绍兴文理学院) - Học viện Thai Châu (台州学院) - Học viện Ngoại ngữ Chiết Giang (浙江外国语学院) - Học viện Thông tin và Truyền thông Chiết Giang (浙江传媒学院) - Học viện Công trình Ninh Ba (宁波工程学院) - Học viện Cảnh sát Chiết Giang (浙江警察学院) - Học viện Thụ nhân Chiết Giang (浙江树人学院) - Học viện Lệ Thủy (丽水学院) - Học viện Cù Châu (衢州学院) - Học viện Công an biển (公安海警学院) - Học viện Đại Hồng Ưng Ninh Ba (宁波大红鹰学院) - Học viện Ngoại ngữ Việt Tú Chiết Giang (浙江越秀外国语学院) - Học viện Thủy lợi và Thủy điện Chiết Giang (浙江水利水电学院) |

## Địa phương kết nghĩa
Sau cải cách mở cửa, chính quyền Chiết Giang đã bắt đầu tiến hành giao lưu quốc tế, nhiều địa phương cấp một của các quốc gia đã thiết lập quan hệ hữu nghị với Chiết Giang
| - Nhật Bản, Shizuoka (20/4/1982) - Nhật Bản, Fukui (6/10/1993) - Nhật Bản, Tochigi (13/10/1993) - Kuwait, Hawalli（26/11/1994） - Hàn Quốc, Jeolla Nam (17/5/1998) - Việt Nam, Thừa Thiên-Huế - Thái Lan, Phitsanulok - Philippines, Bulacan - Mông Cổ, Darkhan-Uul - Indonesia, Đông Java - Malaysia, Sabah | - Hoa Kỳ, New Jersey (11/5/1981) - Hoa Kỳ, Indiana (23/7/1987) - Úc, Tây Úc (6/11/1987) - Micronesia, Pohnpei (25/9/1999) - Canada, Newfoundland và Labrador（26/4/2001） - Brasil, Paraná (7/6/1986) - Uruguay, Colonia (20/10/1995) - Jamaica, Giáo xứ Saint James(22/5/2000) - Nam Phi, Đông Cape (27/9/2000) - Cuba, Matanzas (27/9/2000) - Venezuela, Mérida (18/5/2007) - México, Michoacán (1/11/2007) | - Thụy Sĩ, Ticino (30/8/2004) - Pháp, Alpes-Maritimes (11/2004) - Tây Ban Nha, Asturias (18/7/2005) - Ý, Campania (9/9/2005) - Nga, Chita (2/11/2005) - Croatia, Istria (19/9/2006) - Nga, Chechnya (16/10/2006) - Séc, Plzeň (18/7/2007) - Đan Mạch, Sjælland (10/9/2007) - Thụy Sĩ, Jura (4/2008) - Đức, Schleswig-Holstein (20/4/1986) - Pháp, Haute-Normandie (18/3/1990) - Ý, Valle d'Aosta (2/11/1995) - Pháp, Loir-et-Cher (6/11/1995) - Bỉ, West-Vlaanderen (6/5/2000) - Thụy Điển, Uppsala (20/9/2000) - Áo, Niederösterreich (14/2/2001) - Ukraina, Yorkshire và Humber (20/4/2004) - Anh Quốc, Rivne (17/5/2004) - Hungary, Baranya (30/6/2004) |